# 테르마이코스만

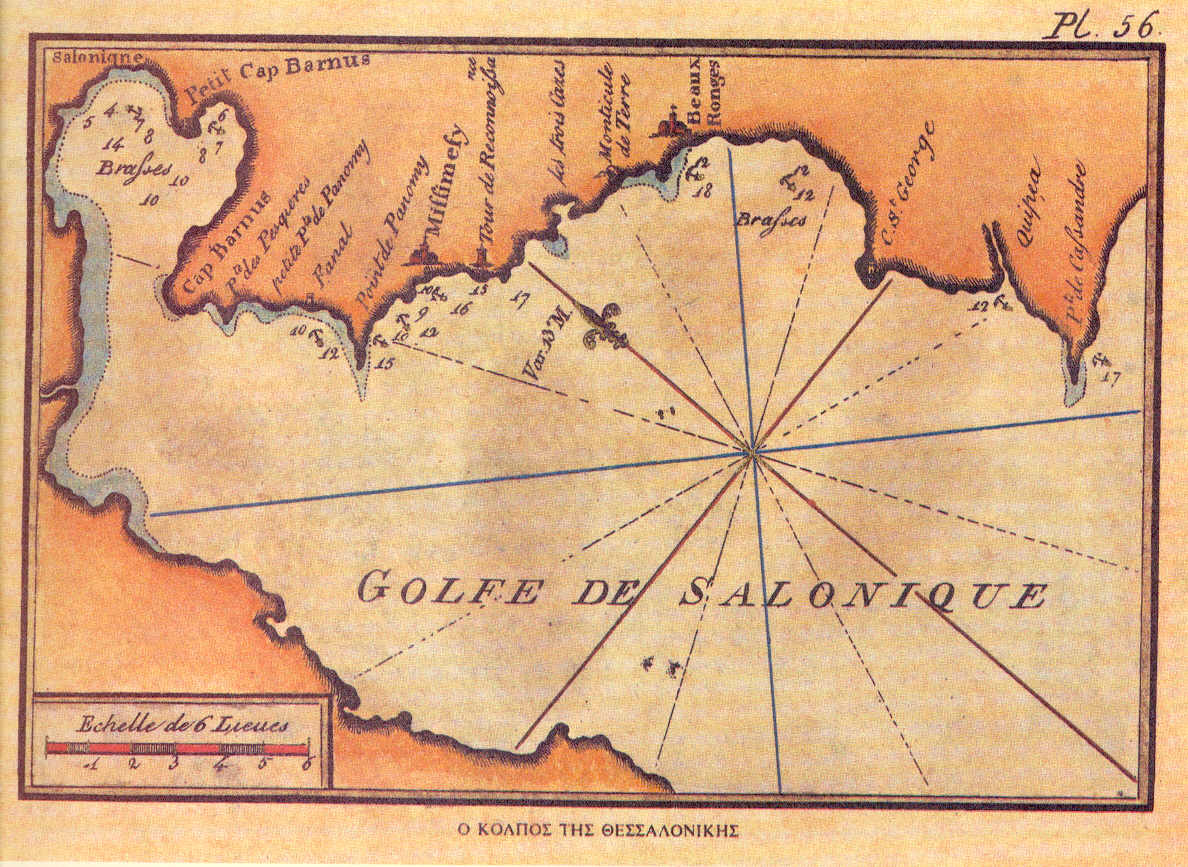
1764년에 제작된 프랑스의 고지도

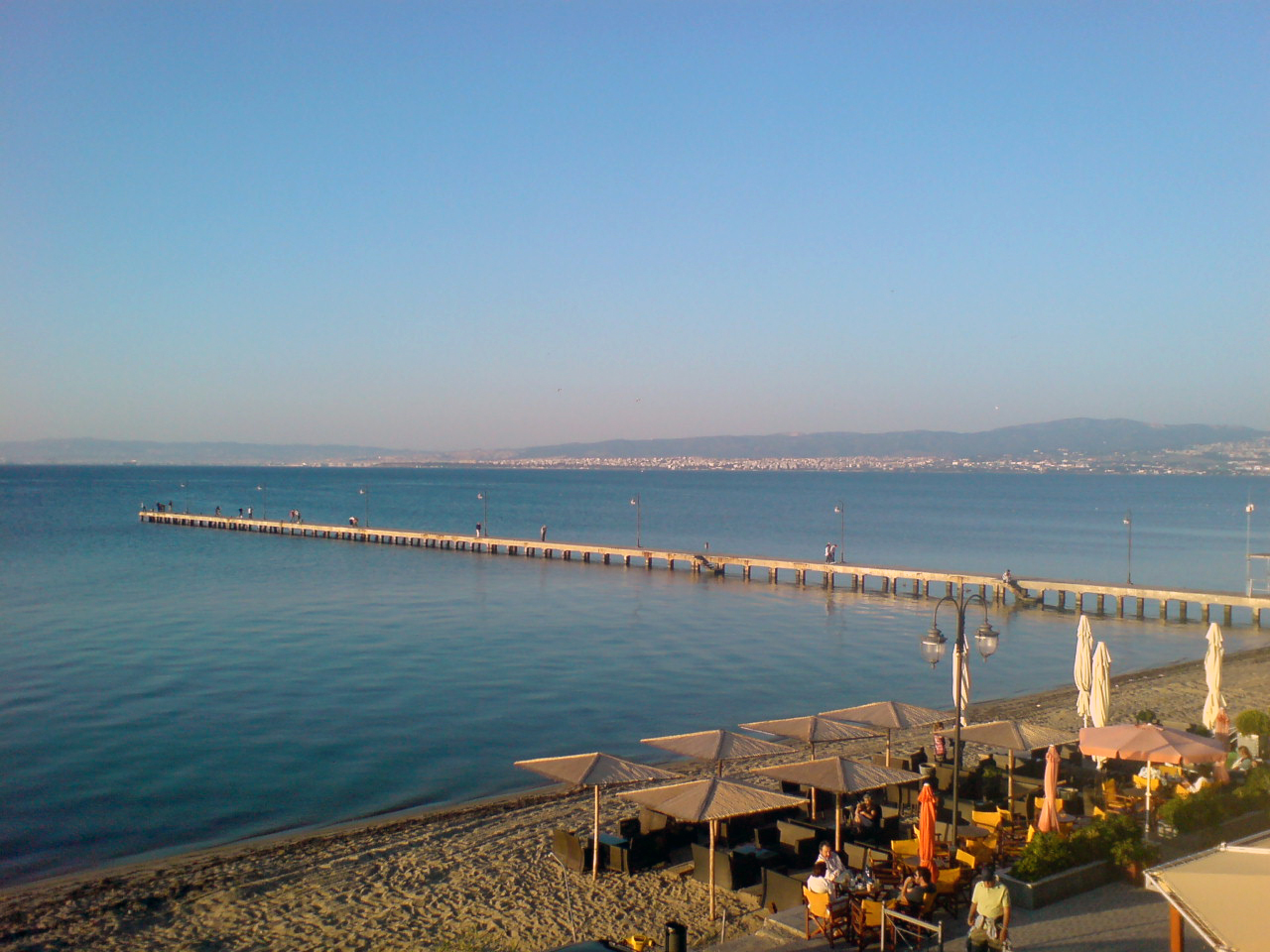
페라이아에서 바라본 테르마이코스 만

테르마이코스만(그리스어: Θερμαϊκός Κόλπος)은 에게해의 만이다. 그리스 테살로니키현의 남쪽, 피에리아현 및 이마티아현의 동쪽, 할키디키현(할키디키반도)의 서쪽에 위치한다. 만 이름은 북동 연안에 있던 고대의 마을(현재의 테살로니키)에서 유래한다.
항만 최대의 항구는 테살로니키항으로, 테살로니키항 외에도 12개의 작은 항구가있다. 서안은 A1 / E75 고속도로 등 그리스 북부를 통과하는 주요 간선 도로가 있으며, 동쪽은 대부분의 구간을 A25이 다니고 있다.